# Bernardina bakeri
Bernardina bakeri is een tweekleppigensoort uit de familie van de Neoleptonidae. De wetenschappelijke naam van de soort is voor het eerst geldig gepubliceerd in 1910 door Dall.